# 佐兰·萨维奇
佐兰·萨维奇（羅馬化：Zoran Savić，1966年11月18日—），塞尔维亚男子篮球运动员。他曾代表南联盟参加1996年夏季奥林匹克运动会篮球比赛，获得一枚银牌。他也曾获得1990年国际篮联世界锦标赛金牌。